# 쓰야마구치역
쓰야마구치역(일본어: 津山口駅)은 일본 오카야마현 쓰야마시에 위치한 서일본 여객철도 쓰야마 선의 철도역이다. 단선 승강장 1면 1선의 구조를 갖춘 지상역이다.

## 이용 현황
| 승차 인원 추이 | 승차 인원 추이 |
| 연도           | 1일 평균       |
| -------------- | -------------- |
| 1999           | 43             |
| 2000           | 35             |
| 2001           | 29             |
| 2002           | 28             |
| 2003           | 32             |
| 2004           | 30             |
| 2005           | 28             |
| 2006           | 23             |
| 2007           | 27             |
| 2008           | 26             |
| 2009           | 29             |
| 2010           | 21             |
| 2011           | 20             |
| 2012           | 24             |
| 2013           | 19             |
| 2014           | 22             |

## 역 주변
- 료비 홀딩스

## 역사
- 1898년 12월 21일 : 주고쿠 철도 본선 개업 시에 쓰야마역으로서 개업. 당초는 종착역.
- 1923년
  - 8월 1일 : 쓰야마구치역으로 개칭.
  - 8월 21일 : 국유철도 사쿠비 선의 일부로서 쓰야마 역 - 이 역간 개업.
- 1929년 4월 14일 : 선로 명칭 제정. 사쿠비사이 선 개업에 의해, 사쿠비 선이 사쿠비토 선으로 개칭.
- 1930년 4월 1일 : 선로 명칭 제정. 이 역 - 쓰야마 역 - 니미 역 간 전체 개통에 의해, 사쿠비토 선이 사쿠비 선으로 개칭.
- 1936년 10월 10일 : 선로 명칭 제정. 히메지 역 - 니미 역 간 전체 개통에 의해, 사쿠비 선의 쓰야마 선 - 이 역 간은 기신 선의 지선으로 편입.
- 1944년 6월 1일 : 주고쿠 철도의 철도 부문이 국유화되어, 국철 쓰야마 선 소속으로 됨. 이 때, 구 · 주테쓰 본선의 기신 선 지선을 합쳐서 쓰야마 역 - 오카야마 역 간이 쓰야마 선으로 되어, 이 선의 소속으로 됨.
- 1987년 4월 1일 : 일본국유철도 분할 민영화에 의해, 서일본 여객철도가 승계.

## 인접 역
| 서일본 여객철도 ■ 쓰야마 선 | 서일본 여객철도 ■ 쓰야마 선 | 서일본 여객철도 ■ 쓰야마 선 |
| --------------------------- | --------------------------- | --------------------------- |
| 쓰야마 쓰야마 방면          | ■ 보통                      | 사라야마 오카야마 방면      |